# Нитранское княжество
Нитра́нское кня́жество (словац. Nitrianske kniežatstvo, венг. Nyitrai Fejedelemség) — западно-славянское княжество, располагавшееся на территории современной Словакии с политическим центром в городе Нитра.
В старину столица Нитранского княжества город Нитра.

## История
В конце V века на эти территории приходят первые славяне, а в VII столетии она была уже частью государства Само.
Княжество возникло в IX веке. В начале IX века территория княжества включала в себя почти всю территорию современной Словакии (кроме Загорья), а также часть Закарпатья и Северо-Восточной Венгрии. До 833 года княжество сохраняло самостоятельность, впоследствии нитранский князь Прибина был изгнан великоморавским князем Моймиром I и княжество стало частью (одним из уделов, вассальное или удельное княжество) Великоморавского государства (Великой Моравии). В 907—925 годах, после падения Великой Моравии, княжество стало частью венгерского княжества. В 1108 году Нитранское княжество утратило суверенитет, став самым старым комитатом Венгрии — Нитранским.